# Dragan Tarlać
Dragan Tarlać (* 9. Mai 1973 in Novi Sad, Jugoslawien) ist ein ehemaliger jugoslawischer und serbischer Basketballspieler, der bei einer Körpergröße von 2,10 m auf der Position des Power Forward und des Center spielte. Er besitzt auch die griechische Staatsbürgerschaft.

## Werdegang
Nachdem er als Profi beim Klub Vojvodina Novi Sad angefangen hatte, wechselte Tarlać zu Roter Stern Belgrad. Nach einer Saison dort ging er nach Griechenland zu Olympiakos Piräus. Für die Griechen bestritt er acht Spielzeiten. In dieser Zeit gewann er fünf griechische Meisterschaften, zweimal den griechischen Pokalwettbewerb und 1997 die Euroleague 1997.
Bereits 1995 bot ihm die NBA-Mannschaft Chicago Bulls einen Vertrag an, den er jedoch zunächst ablehnte, um in Griechenland zu verbleiben. Nachdem er dort gute Leistungen gezeigt hatte, wurde er in die Nationalmannschaft der Bundesrepublik Jugoslawien berufen. Es gab zu der Zeit eine Kontroverse um seine Staatsbürgerschaft, da er auch die griechische angenommen hatte. Nachdem eine Lösung gefunden worden war, spielte er 1999 unter anderem an der Seite von Peja Stojaković und Milan Gurović für die jugoslawische Nationalmannschaft bei der Europameisterschaft in Frankreich. Er wurde 1999 EM-Dritter.
Im Sommer 2000 verließ er Griechenland und ging in die USA zu den Chicago Bulls, die sich bereits beim NBA-Draft 1995 seine Rechte an 31. Stelle gesichert hatten. Tarlać setzte sich jedoch in Chicago nicht durch und verließ nach einem Jahr die NBA. Nach dem Sieg Jugoslawiens bei der Europameisterschaft 2001 kehrte er nach Europa zurück, wo er bei Real Madrid zwei Spielzeiten unter Vertrag stand. Er beendete seine Karriere bei ZSKA Moskau.
Tarlać war von 2021 bis 2024 als Sportlicher Leiter der serbischen Nationalmannschaft tätig, in seine Amtszeit fiel die Silbermedaille bei der Weltmeisterschaft 2023 und der Gewinn der Bronzemedaille bei den Olympischen Sommerspielen 2024. Im September 2024 stellte ihn Bundesligist FC Bayern München als Sportdirektor ein.